# Pierre Prins (explorateur)
Pour son père, le peintre, voir Pierre Prins.
Pierre Prins (Paris, 27 avril 1870 - Paris, 23 décembre 1945) est un explorateur et administrateur colonial français.

## Biographie
Fils du peintre Pierre Prins, Pierre Prins naît le 27 avril 1870 dans le 3e arrondissement.
Il rentre dans l'administration coloniale en 1897 et accompagne Émile Gentil sur le Léon-Blot dans sa descente du Chari jusqu'au lac Tchad. Gentil regagnant l'Oubangui et le Congo le laisse alors comme résident de France au Baguirmi (novembre 1897). Il y demeure plus d'une année, à Massenya, capitale du sultan Gaourang.
Il mène à partir de là plusieurs expéditions vers le Bournou et vers le Dar Rounga. En mars 1899, il accompagne Ferdinand de Béhagle jusqu'aux frontières du Bournou.
Prins effectue pendant son année de résidence des travaux de géographie et d'ethnologie et découvre dans les plateaux du Dar Rounga des habitats troglodytes.
Relevé en avril 1899 de son poste au Baguirmi, il part explorer le Dar Banda, le Dar Fertit et le Djebel Mela (1901) à partir de l'Oubangui. Il atteint alors Saïd-Baldas dans le Bahr el-Ghazal (1902).
En 1906, l'Académie des inscriptions lui remet 10 000 Francs pour compléter ses travaux. À partir de Rafaï sur le Mbomou dans le Haut-Oubangui, il remonte la  Kotto, traverse le pays des Zandés, le M'Baga et le Banda et arrive chez les Kreich du Darfour. Étudiant les Djebel Mela et Guyamba, il escalade plusieurs sommets, traverse la ligne de séparation des eaux entre Congo et Nil, découvre de nouveaux troglodytes et des grottes naturelles et revient à Rafaï en 1907 avec une mine de renseignements de toutes sortes sur une zone que personne n'avait exploré avant lui.
Ses explorations lui valurent deux médailles d'or de la Société de géographie de Paris, l'une en 1900 et l'autre en 1907.
Pierre Prins meurt le 23 décembre 1945 en son domicile dans le 7e arrondissement, et, est inhumé au cimetière du Montparnasse (6e division).

## Travaux
- Vers le Tchad, une année de résidence au Baguirmi, 1898-1899, La Géographie, 1900, p. 177-192
- Voyage au Dar-Rounga, résultats scientifiques, La Géographie, 1900, p. 193-196
- Les troglodytes du Dar Banda et du Djebel Mela, Bulletin de Géographie Historique, 1909, p. 11-26
- Observations géographiques et physiques en pays Zandé, Banda, Wassa, Adja et Kreich, Bulletin de la Société de Géographie commerciale, 1909, p. 569-599
- Relation du voyage de M. P. Prins à Saïd-Baldas, Bulletin de la Société de recherches congolaises, 1925, p. 107-170